# Genoma bacteriano

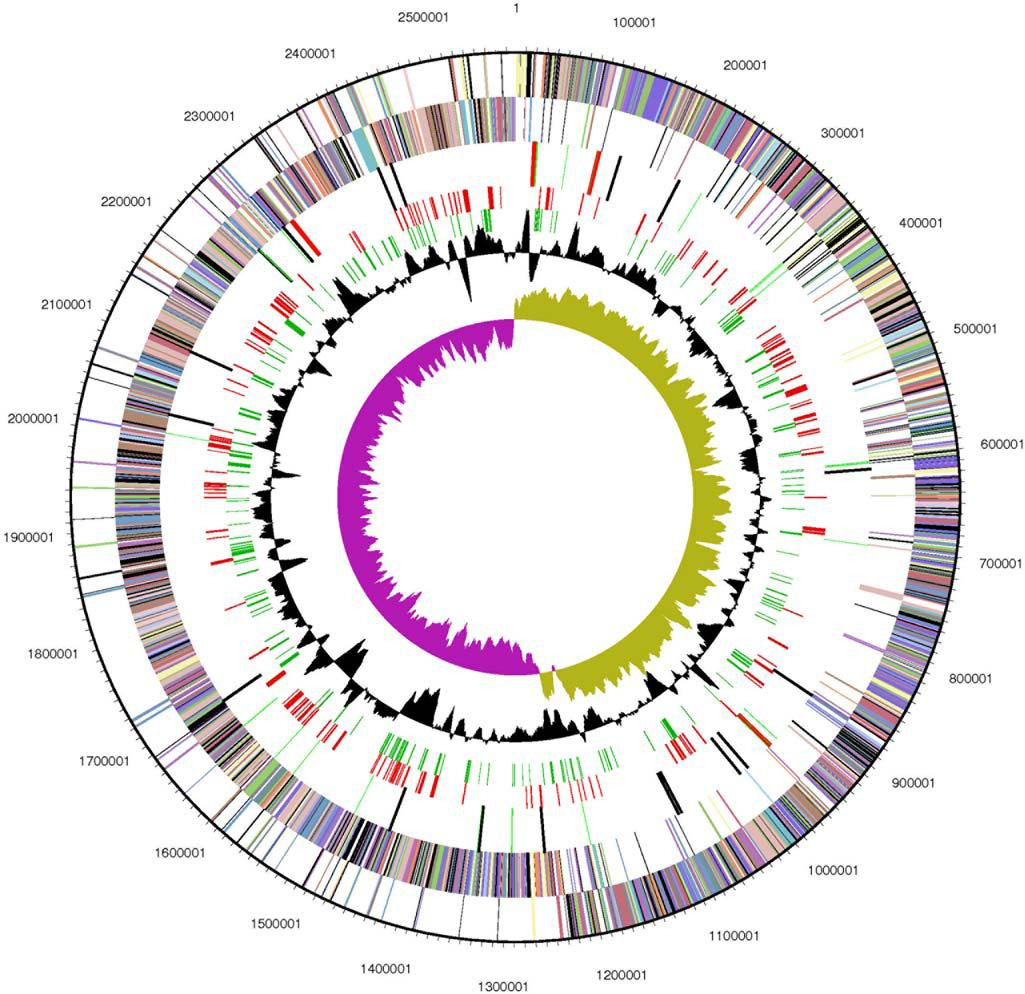
Representação gráfica do cromossomo de H. orenii.

Um genoma bacteriano é uma estrutura dinâmica influenciada por vários eventos, incluindo aquisição, duplicação ou perda de genes e/ou redução ou rearranjo do genoma. A comparação da sequência do genoma permitiu a identificação de muitos padrões biológicos, como fusões gênicas, pseudogenes ou RNAs não codificantes e ORFans.  Os genomas bacterianos são geralmente menores e menos variantes em tamanho entre as espécies quando comparados com os genomas de eucariotos. Os genomas bacterianos podem variar em tamanho de cerca de 130 kbp a mais de 14 Mbp.
Um estudo que incluiu, mas não se limitou a, 478 genomas bacterianos, concluiu que conforme o tamanho do genoma aumenta, o número de genes aumenta a uma taxa desproporcionalmente mais lenta em eucariotos do que em não eucariotos. Assim, a proporção de DNA não codificante aumenta com o tamanho do genoma mais rapidamente em não bactérias do que em bactérias. Isso é consistente com o fato de que a maior parte do DNA nuclear eucariótico não é codificador de genes, enquanto a maioria dos genes procarióticos, virais e organelares são codificadores. Ao longo dos anos, os pesquisadores propuseram várias teorias para explicar a tendência geral de decomposição do genoma bacteriano e o tamanho relativamente pequeno dos genomas bacterianos.

## Métodos e técnicas
Em 2014, havia mais de 30.000 genomas bacterianos sequenciados disponíveis publicamente e milhares de projetos de metagenoma.  Uma conquista significativa na segunda década do sequenciamento do genoma bacteriano foi a produção de dados metagenômicos, que abrangem todo o DNA presente em uma amostra. Anteriormente, havia apenas dois projetos metagenômicos publicados.

## Genomas bacterianos
As bactérias possuem uma arquitetura de genoma compacta distinta dos eucariotos de duas maneiras importantes: as bactérias mostram uma forte correlação entre o tamanho do genoma e o número de genes funcionais em um genoma, e esses genes são estruturados em operons. A principal razão para a densidade relativa dos genomas bacterianos em comparação com os genomas eucarióticos (especialmente eucariotos multicelulares) é a presença de DNA não codificador na forma de regiões intergênicas e íntrons.

## Teorias da evolução do genoma bacteriano
As bactérias perdem uma grande quantidade de genes à medida que fazem a transição de ciclos de vida de vida livre ou parasita facultativa para vida dependente do hospedeiro permanente. Na extremidade inferior da escala do tamanho do genoma bacteriano estão os micoplasmas e bactérias relacionadas. Os primeiros estudos filogenéticos moleculares revelaram que os micoplasmas representavam um estado derivado da evolução, ao contrário das hipóteses anteriores.